# کارل بکر
کارل هاینریش امیل بکر (آلمانی: Karl Heinrich Emil Becker؛ ۱۴ سپتامبر ۱۸۷۹ – ۸ آوریل ۱۹۴۰) شیمی‌دان و سرباز اهل آلمان بود.